# Wings Over America
Wings Over America es el primer álbum en vivo de la banda de rock Wings, publicado por Capitol Records el 10 de diciembre de 1976. Su edición original, publicada como triple álbum de vinilo e incluyó un póster del grupo, alcanzó el puesto ocho en la lista de discos más vendidos del Reino Unido y llegó al primer puesto de la lista Billboard 200. La portada fue diseñada por Hipgnosis, al igual que la mayoría de los discos de Wings, e incluyó el dibujo del lateral de un avión con una puerta a punto de abrirse.
En mayo de 2013, Hear Music reeditó Wings Over America como parte de la serie Paul McCartney Archives Collection.

## Historia
En un principio, Wings Over America fue planeado como un álbum doble. Sin embargo, el éxito de un bootleg titulado Wings from the Wings y publicado como un triple disco con canciones del concierto en Inglewood (California), hizo que McCartney se replanteara la publicación del álbum. Finalmente, Paul se vio obligado a rehacer la publicación oficial como un set de tres discos que cubrían el concierto entero, incluyendo la canción de Denny Laine «Go Now», procedente de su etapa en el grupo Moody Blues e interpretada entre los días 21 y 23 de junio de 1976 en The Forum. 
Al igual que en el álbum de 2003 Back in the World, McCartney decidió invertir el orden de los créditos de las cinco canciones de The Beatles incluidas en el álbum. Así, en vez del orden tradicional, que acredita las canciones a «Lennon/McCartney», las canciones fueron publicadas como compuestas por «McCartney/Lennon». Además, la mayoría de las primeras canciones compuestas tras la separación de la banda, atribuidas a Paul y Linda McCartney, figuran en el álbum como compuestas exclusivamente por Paul.
Recopilado de las grabaciones de los conciertos ofrecidos en el Madison Square Garden, Nueva York, el 24 de mayo de 1976, The Kingdom, Seattle, el 10 de junio de 1976 y el Forum, Los Ángeles, el 21, 22 y 23 de junio de 1976, durante la gira Wings Over The World Tour, el álbum supuso un nuevo éxito comercial para McCartney, convirtiéndose en el quinto álbum del grupo en entrar directamente en el primer puesto en la lista estadounidense Billboard 200. En el Reino Unido alcanzó el puesto 8. La canción «Maybe I'm Amazed» fue publicado como sencillo en febrero de 1977 y alcanzó el puesto 20 en las listas de éxitos británicas y el 10 en Estados Unidos.

## Reediciones
A diferencia del catálogo musical de Paul McCartney entre 1970 y 1989, Wings Over America no fue reeditado en 1993 bajo la serie The Paul McCartney Collection, y es el único álbum de Wings sin una publicación oficial bajo el sello EMI. El álbum fue reeditado como un doble CD en 1984 por Columbia Records, aunque se imprimieron pocas copias durante el tiempo que McCartney firmó con CBS. Una reedición de Toshiba-EMI publicada en 1999 retomó el formato de tres discos a partir de la edición original en vinilo, remasterizado a partir de las cintas originales. No obstante, esta remasterización fue publicada en Japón y no está disponible a nivel mundial. 
El 14 de abril de 2008, Wings Over America fue publicado como descarga digital en iTunes y Amazon, aunque fue eliminado entre 2010 y 2011 de ambas plataformas de descargas.
El 27 de mayo de 2013, Capitol Records remasterizó y reeditó Wings Over America como parte del catálogo Paul McCartney Archive Collection. La reedición fue publicada en varios formatos:
- Edición estándar de dos CD con las canciones del álbum remasterizadas en los Estudios Abbey Road.
- Edición deluxe de 3 CD y un DVD con el material anterior más un tercer CD con ocho canciones grabadas en The Cow Palace, San Francisco, y un DVD con el documental Wings Over the World, además de un libro de 112 páginas, un libro de fotografías de 60 páginas, un cuaderno de bocetos con 80 páginas y memorabilia.
- Edición en vinilo de tres discos con el mismo material de audio de la edición estándar.

El 10 de junio, Capitol publicó Rockshow en DVD y Blu-Ray como parte de la campaña de reediciones del catálogo musical de McCartney, con las imágenes restauradas digitalmente de la película de 35 mm original y el sonido remezclado en formato 5.1.

## Portada
Al igual que los dos trabajos previos de Wings, Venus and Mars y Wings at the Speed of Sound, la portada de Wings Over America fue diseñada por el grupo de diseño gráfico Hipgnosis, e incluye la pintura de Richard Manning que representa un avión a punto de abrir la puerta de la cabina. El avión es un BAC 1-11 fletado para la parte norteamericana de la gira, con las palabras «Wings Over America» pintadas en el fuselaje y unos costos de transporte cercanos a las 7 000 libras. En torno a 13 toneladas de equipaje, incluyendo 37 guitarras, fueron transportadas por tierra en tres camiones, idénticamente pintados con las palabras «Wings», «Over» y «America» en los techos.

## Lista de canciones
Disco uno

Todas las canciones escritas y compuestas por Paul McCartney excepto donde se anota. 
| Cara A |                                |                             |          |  |
| N.º    | Título                         | Escritor(es)                | Duración |  |
| 1.     | «Venus and Mars/Rock Show/Jet» |                             | 10:20    |  |
| 2.     | «Let Me Roll It»               |                             | 3:45     |  |
| 3.     | «Spirits of Ancient Egypt»     |                             | 4:06     |  |
| 4.     | «Medicine Jar»                 | Jimmy McCulloch/Colin Allen | 4:06     |  |

| Cara B |                             |                  |          |  |
| N.º    | Título                      | Escritor(es)     | Duración |  |
| 1.     | «Maybe I'm Amazed»          |                  | 5:20     |  |
| 2.     | «Call Me Back Again»        |                  | 5:16     |  |
| 3.     | «Lady Madonna»              | McCartney/Lennon | 2:37     |  |
| 4.     | «The Long and Winding Road» | McCartney/Lennon | 4:29     |  |
| 5.     | «Live and Let Die»          |                  | 3:34     |  |

Disco dos
| Cara C |                                      |                  |          |  |
| N.º    | Título                               | Escritor(es)     | Duración |  |
| 1.     | «Picasso's Last Words (Drink To Me)» |                  | 1:54     |  |
| 2.     | «Richard Cory»                       | Paul Simon       | 3:05     |  |
| 3.     | «Bluebird»                           |                  | 3:44     |  |
| 4.     | «I've Just Seen a Face»              | McCartney/Lennon | 2:11     |  |
| 5.     | «Blackbird»                          | McCartney/Lennon | 2:27     |  |
| 6.     | «Yesterday»                          | McCartney/Lennon | 1:50     |  |

| Cara D |                               |                            |          |  |
| N.º    | Título                        | Escritor(es)               | Duración |  |
| 1.     | «You Gave Me the Answer»      |                            | 2:06     |  |
| 2.     | «Magneto and Titanium Man»    |                            | 3:21     |  |
| 3.     | «Go Now»                      | Larry Banks/Milton Bennett | 3:47     |  |
| 4.     | «My Love»                     |                            | 4:15     |  |
| 5.     | «Listen to What the Man Said» |                            | 3:41     |  |

Disco tres
| Cara E |                    |              |          |  |
| N.º    | Título             | Escritor(es) | Duración |  |
| 1.     | «Let 'Em In»       |              | 4:08     |  |
| 2.     | «Time to Hide»     | Denny Laine  | 4:56     |  |
| 3.     | «Silly Love Songs» |              | 6:05     |  |

| Cara F |                   |              |          |  |
| N.º    | Título            | Escritor(es) | Duración |  |
| 1.     | «Beware My Love»  |              | 4:59     |  |
| 2.     | «Letting Go»      |              | 4:34     |  |
| 3.     | «Band on the Run» |              | 5:46     |  |
| 4.     | «Hi, Hi, Hi»      |              | 3:49     |  |
| 5.     | «Soily»           |              | 5:45     |  |

| Disco tres: Wings Over San Francisco - Live at The Cow Palace (Paul McCartney Archive Collection) |                        |                  |          |  |
| N.º                                                                                               | Título                 | Escritor(es)     | Duración |  |
| 1.                                                                                                | «Let Me Roll It»       |                  | 4:19     |  |
| 2.                                                                                                | «Maybe I'm Amazed»     | Paul McCartney   | 5:27     |  |
| 3.                                                                                                | «Lady Madonna»         | Lennon-McCartney | 3:22     |  |
| 4.                                                                                                | «Live and Let Die»     |                  | 3:38     |  |
| 5.                                                                                                | «Picasso's Last Words» |                  | 2:14     |  |
| 6.                                                                                                | «Bluebird»             |                  | 4:28     |  |
| 7.                                                                                                | «Blackbird»            | Lennon-McCartney | 2:38     |  |
| 8.                                                                                                | «Yesterday»            | Lennon-McCartney | 1:57     |  |

## Personal
Wings
- Paul McCartney: bajo, guitarra acústica, piano, teclados y voz
- Linda McCartney: teclados, percusión, Pandereta piano y coros
- Denny Laine: guitarras, bajo, piano, teclados, percusión, armónica, pandereta, coros y voz
- Jimmy McCulloch: guitarras, bajo, coros y voz
- Joe English: batería, percusión y coros

Otros músicos
- Tony Dorsey: trombón y percusión
- Howie Casey: saxofón y percusión
- Steve Howard: trompeta y percusión
- Thaddeus Richard: saxofón, clarinete, flauta y percusión

## Posición en listas
| País           | Lista                   | Posición |
| -------------- | ----------------------- | -------- |
| Alemania       | Media Control Chart     | 9        |
| Australia      | ARIA Albums Chart       | 2        |
| Austria        | Ö3 Austria Top 40       | 12       |
| Canadá         | RPM Albums Chart        | 1        |
| Estados Unidos | Billboard 200           | 1        |
| Italia         | Italian Albums Chart    | 18       |
| Noruega        | Norwegian Top 40 Albums | 7        |
| Países Bajos   | Mega Albums Top 100     | 10       |
| Reino Unido    | UK Albums Chart         | 8        |
| Suecia         | Swedish Albums Chart    | 33       |

| Sencillo           | País           | Lista             | Posición |
| ------------------ | -------------- | ----------------- | -------- |
| «Maybe I'm Amazed» | Canadá         | RPM Singles Chart | 9        |
| «Maybe I'm Amazed» | Estados Unidos | Billboard Hot 100 | 10       |
| «Maybe I'm Amazed» | Reino Unido    | UK Singles Chart  | 28       |

## Certificaciones
| Fecha                   | País           | Organismo certificador | Certificación | Ventas certificadas |
| ----------------------- | -------------- | ---------------------- | ------------- | ------------------- |
| 3 de junio de 1976      | Reino Unido    | BPI                    | Oro           | 100 000             |
| 20 de diciembre de 1976 | Estados Unidos | RIAA                   | Platino       | 1 000 000           |
| 1 de marzo de 1977      | Canadá         | CRIA                   | Platino       | 100 000             |